# ІМС-НУХТ (Київ)
ІМС-НУХТ (Київ)  — український жіночий футзальний клуб з Києві. Починаючи з сезону 2007/08 років виступає у Вищій лізі України.

## Хронологія назв
- 2007: IMS (Черкаси)
- 2013: «IMS-Уніспорт» (Київ) – після злиття з «Уніспортом» (Київ)
- 2014: IMS-НУХТ (Київ) – після злиття з НУХТ (Київ)

## Історія
Жіночий футзальний клуб ІМС засновано 2007 року в Черкасах з ініціативи Андрія Білоуса, директора Inter Media Service Ukraine. У сезоні 2007/08 hjrsd виступав у професіональних змаганнях Вищої ліги. Влітку 2013 року клуб переїхав до Києва і після злиття з «Уніспортом» (Київ) отримав назву «IMS-Уніспорт» (Київ). У сезоні 2013/14 років клуб став віце-чемпіоном. У наступному сезоні 2014/15 років, після налагодження співпраці з Національним університетом харчових технологій (НУХТ), змінив назву на ІМС-НУХТ (Київ), знову посів друге місце в турнірній таблиці. У сезоні 2015/16 років виграв чемпіонат, а потім протягом трьох наступних сезонів виграв чемпіонат.

## Клубні кольори, форма, герб, гімн
| Червоний | Білий | Гранатовий |

Гравчині клубу зазвичай проводять свої домашні матчі в білій або блакитній формі.

## Досягнення
- Вища ліга України
  -  Чемпіон (4): 2015/16, 2016/17, 2017/18, 2018/19
  -  Срібний призер (2): 	2013/14, 2014/15

- Кубок України
  -  Володар (4): 2015/16, 2016/17, 2017/18, 2018/19
  -  Фіналіст (1): 2007/08

- Суперкубок України
  -  Володар (4): 2016, 2017, 2018, 2019

- Європейський жіночий футзальний турнір (Ліга чемпіонів)
  - 5-те місце (1): 2019

## Структура клубу

### Зала
Домашні ігри клуб проводить у залі Спортивного комплексу НУХТ у Києві, який вміщує 1000 глядачів. Також грає в Залі спортивного комплексу БВУФК у Броварах.

### Спонсори
- Inter Media Service Ukraine

## Відомі тренери
- Тарас Шпичка (2014—н.ч.)